# Kolumbia a 2020. évi nyári olimpiai játékokon
Kolumbia a japán Tokióban megrendezett 2020. évi nyári olimpiai játékok egyik részt vevő nemzete volt. Az országot az olimpián 18 sportágban 67 sportoló képviselte, akik összesen 5 érmet szereztek.

## Érmesek
| Érem  | Versenyző            | Sportág      | Versenyszám         |
| ----- | -------------------- | ------------ | ------------------- |
| Ezüst | Anthony Zambrano     | Atlétika     | Férfi 400 m         |
| Ezüst | Sandra Arenas        | Atlétika     | Női 20 km gyaloglás |
| Ezüst | Mariana Pajón        | Kerékpározás | Női BMX             |
| Ezüst | Luis Javier Mosquera | Súlyemelés   | Férfi 67 kg         |
| Bronz | Carlos Ramírez       | Kerékpározás | Férfi BMX           |

## Atlétika
Férfi
| Versenyző                                                 | Versenyszám     | Előfutam | Előfutam | Előfutam | Elődöntő | Elődöntő | Elődöntő | Döntő         | Döntő         |
| Versenyző                                                 | Versenyszám     | Idő      | Hely.    | Össz.    | Idő      | Hely.    | Össz.    | Idő           | Helyezés      |
| --------------------------------------------------------- | --------------- | -------- | -------- | -------- | -------- | -------- | -------- | ------------- | ------------- |
| Jhon Perlaza                                              | 400 m           | 46,55    | 6.       | 36.      | kiesett  | kiesett  | kiesett  | kiesett       | kiesett       |
| Anthony Zambrano                                          | 400 m           | 44,87    | 1.       | 3.       | 43,93    | 2.       | 2.       | 44,08         |               |
| Carlos San Martín                                         | 3000 m akadály  | 8:33,47  | 12.      | 35.      |          |          |          | kiesett       | kiesett       |
| Iván Darío González                                       | Maraton         |          |          |          |          |          |          | nem ért célba | nem ért célba |
| Jeison Suárez                                             | Maraton         |          |          |          |          |          |          | 2:13:29       | 15.           |
| Éider Arévalo                                             | 20 km gyaloglás |          |          |          |          |          |          | 1:24:10       | 18.           |
| Jhon Castañeda                                            | 20 km gyaloglás |          |          |          |          |          |          | 1:26:41       | 27.           |
| Manuel Esteban Soto                                       | 20 km gyaloglás |          |          |          |          |          |          | 1:23:32       | 14.           |
| José Leonardo Montaña                                     | 50 km gyaloglás |          |          |          |          |          |          | 3:53:50       | 11.           |
| Diego Pinzón                                              | 50 km gyaloglás |          |          |          |          |          |          | 3:57:54       | 18.           |
| Jorge Armando Ruiz                                        | 50 km gyaloglás |          |          |          |          |          |          | 3:55:30       | 13.           |
| Jhon Perlaza Diego Palomeque Raúl Mena Pedroza Jhon Solís | 4 × 400 m váltó | 3:03,20  | 8.       | 13.      |          |          |          | kiesett       | kiesett       |

| Versenyző       | Versenyszám   | Selejtező | Selejtező | Döntő    | Döntő    |
| Versenyző       | Versenyszám   | Eredmény  | Helyezés  | Eredmény | Helyezés |
| --------------- | ------------- | --------- | --------- | -------- | -------- |
| Mauricio Ortega | Diszkoszvetés | 64,49 m   | 6.        | 64,08 m  | 7.       |

Női
| Versenyző        | Versenyszám     | Előfutam | Előfutam | Előfutam | Elődöntő | Elődöntő | Elődöntő | Döntő   | Döntő    |
| Versenyző        | Versenyszám     | Idő      | Hely.    | Össz.    | Idő      | Hely.    | Össz.    | Idő     | Helyezés |
| ---------------- | --------------- | -------- | -------- | -------- | -------- | -------- | -------- | ------- | -------- |
| Melissa González | 400 m gát       | 55,32    | 2.       | 13.      | 57,47    | 6.       | 20.      | kiesett | kiesett  |
| Angie Orjuela    | Maraton         |          |          |          |          |          |          | 2:40:04 | 55.      |
| Sandra Arenas    | 20 km gyaloglás |          |          |          |          |          |          | 1:29:37 |          |
| Sandra Galvis    | 20 km gyaloglás |          |          |          |          |          |          | 1:35:36 | 25.      |

| Versenyző             | Versenyszám   | Selejtező | Selejtező | Döntő    | Döntő    |
| Versenyző             | Versenyszám   | Eredmény  | Helyezés  | Eredmény | Helyezés |
| --------------------- | ------------- | --------- | --------- | -------- | -------- |
| Caterina Ibargüen     | Hármasugrás   | 14,37 m   | 7.        | 14,25 m  | 10.      |
| Yosiry Urrutia        | Hármasugrás   | 13,16 m   | 27.       | kiesett  | kiesett  |
| María Lucelly Murillo | Gerelyhajítás | 54,98 m   | 28.       | kiesett  | kiesett  |

| Versenyző      | Versenyszám | 100 m gát | 100 m gát | Magasugrás | Magasugrás | Súlylökés | Súlylökés | 200 m | 200 m | Távolugrás | Távolugrás | Gerelyhajítás | Gerelyhajítás | 800 m   | 800 m | Végeredmény | Végeredmény |
| Versenyző      | Versenyszám | Idő       | Pont      | Eredmény   | Pont       | Eredmény  | Pont      | Idő   | Pont  | Eredmény   | Pont       | Eredmény      | Pont          | Idő     | Pont  | Pont        | Helyezés    |
| -------------- | ----------- | --------- | --------- | ---------- | ---------- | --------- | --------- | ----- | ----- | ---------- | ---------- | ------------- | ------------- | ------- | ----- | ----------- | ----------- |
| Evelis Aguilar | Hétpróba    | 13,89     | 994       | 168 cm     | 830        | 13,42 m   | 755       | 24,05 | 976   | 629 cm     | 940        | 44,85 m       | 761           | 2:10,45 | 958   | 6214        | 14.         |

## Birkózás
Férfi
Kötöttfogású
| Versenyző    | Versenyszám | Selejtező         | Nyolcaddöntő                     | Negyeddöntő       | Elődöntő          | Vigaszág elődöntő         | Bronz- mérkőzés   | Döntő             | Helyezés |
| Versenyző    | Versenyszám | Ellenfél Eredmény | Ellenfél Eredmény                | Ellenfél Eredmény | Ellenfél Eredmény | Ellenfél Eredmény         | Ellenfél Eredmény | Ellenfél Eredmény | Helyezés |
| ------------ | ----------- | ----------------- | -------------------------------- | ----------------- | ----------------- | ------------------------- | ----------------- | ----------------- | -------- |
| Julián Horta | 67 kg       | erőnyerő          | Mohammad Reza Geraei (IRI) · 0–8 |                   |                   | Frank Stäbler (GER) · 0–8 | kiesett           | kiesett           | 17.      |

Szabadfogású
| Versenyző        | Versenyszám | Nyolcaddöntő             | Negyeddöntő       | Elődöntő          | Vigaszág elődöntő                      | Bronz- mérkőzés   | Döntő             | Helyezés |
| Versenyző        | Versenyszám | Ellenfél Eredmény        | Ellenfél Eredmény | Ellenfél Eredmény | Ellenfél Eredmény                      | Ellenfél Eredmény | Ellenfél Eredmény | Helyezés |
| ---------------- | ----------- | ------------------------ | ----------------- | ----------------- | -------------------------------------- | ----------------- | ----------------- | -------- |
| Óscar Tigreros   | 57 kg       | Ravi Kumar (IND) · 2–13  |                   |                   | Georgi Vangelov (BUL) · 4–13 kétvállas | kiesett           | kiesett           | 10.      |
| Carlos Izquierdo | 86 kg       | Myles Amine (SMR) · 2–12 | kiesett           | kiesett           | kiesett                                | kiesett           | kiesett           | 12.      |

## Cselgáncs
Női
| Versenyző   | Versenyszám | 32-es főtábla                     | Nyolcaddöntő      | Negyeddöntő       | Elődöntő          | Vigaszág elődöntő | Bronz- mérkőzés   | Döntő             | Helyezés |
| Versenyző   | Versenyszám | Ellenfél Eredmény                 | Ellenfél Eredmény | Ellenfél Eredmény | Ellenfél Eredmény | Ellenfél Eredmény | Ellenfél Eredmény | Ellenfél Eredmény | Helyezés |
| ----------- | ----------- | --------------------------------- | ----------------- | ----------------- | ----------------- | ----------------- | ----------------- | ----------------- | -------- |
| Luz Álvarez | Légsúly     | Shira Rishony (ISR) · 00(0)–10(0) | kiesett           | kiesett           | kiesett           | kiesett           | kiesett           | kiesett           | 17.      |

## Golf
| Versenyző       | Versenyszám  | 1. forduló | 1. forduló | 2. forduló | 2. forduló | 3. forduló | 3. forduló | 4. forduló | 4. forduló | Összesen | Összesen | Összesen |
| Versenyző       | Versenyszám  | Pont       | Par        | Pont       | Par        | Pont       | Par        | Pont       | Par        | Pontszám | Par      | Helyezés |
| --------------- | ------------ | ---------- | ---------- | ---------- | ---------- | ---------- | ---------- | ---------- | ---------- | -------- | -------- | -------- |
| Sebastián Muñoz | Férfi egyéni | 67         | −4         | 69         | −2         | 66         | −5         | 67         | −4         | 269(4,3) | −15      | 4.       |
| María Uribe     | Női egyéni   | 73         | +2         | 77         | +6         | 70         | −1         | 70         | −1         | 290      | +6       | 50.      |

## Gördeszka
Férfi
| Versenyző           | Versenyszám  | Selejtező | Selejtező | Döntő   | Döntő   | Helyezés |
| Versenyző           | Versenyszám  | Pont      | Hely.     | Pont    | Hely.   | Helyezés |
| ------------------- | ------------ | --------- | --------- | ------- | ------- | -------- |
| Jhancarlos González | Egyéni utcai | 23,57     | 15.       | kiesett | kiesett | 15.      |

## Íjászat
Férfi
| Versenyző     | Versenyszám | Selejtező | Selejtező | 64-es főtábla                                  | 32-es főtábla     | Nyolcaddöntő      | Negyeddöntő       | Elődöntő          | Döntő             | Helyezés |
| Versenyző     | Versenyszám | Pont      | Kiemelés  | Ellenfél Eredmény                              | Ellenfél Eredmény | Ellenfél Eredmény | Ellenfél Eredmény | Ellenfél Eredmény | Ellenfél Eredmény | Helyezés |
| ------------- | ----------- | --------- | --------- | ---------------------------------------------- | ----------------- | ----------------- | ----------------- | ----------------- | ----------------- | -------- |
| Daniel Pineda | Egyéni      | 639       | 58.       | Vej Sao-hszüan (Wei Shaoxuan) (CHN) (7.) · 0–6 | kiesett           | kiesett           | kiesett           | kiesett           | kiesett           | 33.      |

Női
| Versenyző                | Versenyszám | Selejtező | Selejtező | 64-es főtábla                   | 32-es főtábla     | Nyolcaddöntő      | Negyeddöntő       | Elődöntő          | Döntő             | Helyezés |
| Versenyző                | Versenyszám | Pont      | Kiemelés  | Ellenfél Eredmény               | Ellenfél Eredmény | Ellenfél Eredmény | Ellenfél Eredmény | Ellenfél Eredmény | Ellenfél Eredmény | Helyezés |
| ------------------------ | ----------- | --------- | --------- | ------------------------------- | ----------------- | ----------------- | ----------------- | ----------------- | ----------------- | -------- |
| Valentina Acosta Giraldo | Egyéni      | 627       | 50.       | Sarah Bettles (GBR) (15.) · 4–6 | kiesett           | kiesett           | kiesett           | kiesett           | kiesett           | 33.      |

Vegyes csapat
| Versenyző                              | Versenyszám | Selejtező | Selejtező | Nyolcaddöntő      | Negyeddöntő       | Elődöntő          | Döntő             | Helyezés |
| Versenyző                              | Versenyszám | Pont      | Kiemelés  | Ellenfél Eredmény | Ellenfél Eredmény | Ellenfél Eredmény | Ellenfél Eredmény | Helyezés |
| -------------------------------------- | ----------- | --------- | --------- | ----------------- | ----------------- | ----------------- | ----------------- | -------- |
| Valentina Acosta Giraldo Daniel Pineda | Vegyes      | 1266      | 26.       | kiesett           | kiesett           | kiesett           | kiesett           | 26.      |

## Kerékpározás

### BMX
Pálya
| Versenyző        | Versenyszám | Negyeddöntő | Negyeddöntő | Elődöntő | Elődöntő | Döntő   | Döntő    | Helyezés |
| Versenyző        | Versenyszám | Pont        | Helyezés    | Pont     | Helyezés | Idő     | Helyezés | Helyezés |
| ---------------- | ----------- | ----------- | ----------- | -------- | -------- | ------- | -------- | -------- |
| Vincent Pelluard | Férfi       | 14          | 4.          | 17       | 6.       | kiesett | kiesett  | 10.      |
| Carlos Ramírez   | Férfi       | 11          | 3.          | 10       | 2.       | 40,572  | 3.       |          |
| Mariana Pajón    | Női         | 3           | 1.          | 8        | 2.       | 44,448  | 2.       |          |

### Országúti kerékpározás
Férfi
| Versenyző      | Versenyszám   | Idő                 | Helyezés |
| -------------- | ------------- | ------------------- | -------- |
| Esteban Chaves | Mezőnyverseny | 6:15:38 (+10:12)    | 45.      |
| Sergio Higuita | Mezőnyverseny | 6:21:46 (+16:20)    | 81.      |
| Nairo Quintana | Mezőnyverseny | 6:21:46 (+16:20)    | 69.      |
| Rigoberto Urán | Mezőnyverseny | 6:06:33 (+1:07)     | 8.       |
| Rigoberto Urán | Időfutam      | 57:18,69 (+2:14,50) | 8.       |

Női
| Versenyző    | Versenyszám   | Idő             | Helyezés |
| ------------ | ------------- | --------------- | -------- |
| Paula Patiño | Mezőnyverseny | 3:55:15 (+2:30) | 22.      |

### Pálya-kerékpározás
Sprintversenyek
| Versenyző      | Versenyszám  | Selejtező | Selejtező | 1. forduló                  | Vigaszág                                                | Vigaszág | 2. forduló           | Vigaszág             | Nyolcaddöntő         | Vigaszág               | Vigaszág | Negyeddöntő          | 5–8. helyért           | 5–8. helyért | Elődöntő             | Döntő                | Helyezés |
| Versenyző      | Versenyszám  | Idő       | Hely.     | Ellenfél Győztes idő        | Ellenfelek Győztes idő                                  | Hely.    | Ellenfél Győztes idő | Ellenfél Győztes idő | Ellenfél Győztes idő | Ellenfelek Győztes idő | Hely.    | Ellenfél Győztes idő | Ellenfelek Győztes idő | Hely.        | Ellenfél Győztes idő | Ellenfél Győztes idő | Helyezés |
| -------------- | ------------ | --------- | --------- | --------------------------- | ------------------------------------------------------- | -------- | -------------------- | -------------------- | -------------------- | ---------------------- | -------- | -------------------- | ---------------------- | ------------ | -------------------- | -------------------- | -------- |
| Kevin Quintero | Férfi egyéni | 9,626     | 16.       | Vakimoto Júta (JPN) · 9,997 | Azizulhasni Awang (MAS) · Ethan Mitchell (NZL) · 10,056 | 2.       | kiesett              | kiesett              | kiesett              | kiesett                | kiesett  | kiesett              | kiesett                | kiesett      | kiesett              | kiesett              | 20.      |

Keirin
| Versenyző      | Versenyszám | 1. forduló | Vigaszág | Negyeddöntő | Elődöntő | 7–12. helyért | Döntő    | Helyezés |
| Versenyző      | Versenyszám | Helyezés   | Helyezés | Helyezés    | Helyezés | Helyezés      | Helyezés | Helyezés |
| -------------- | ----------- | ---------- | -------- | ----------- | -------- | ------------- | -------- | -------- |
| Kevin Quintero | Férfi       | 3.         | 2.       | 1.          | 6.       | 5.            |          | 11.      |

## Lovaglás
Díjugratás
| Versenyző     | Ló           | Versenyszám | Selejtező | Selejtező | Selejtező | Döntő       | Döntő       | Döntő       | Döntő     | Döntő     | Döntő     | Végeredmény |
| Versenyző     | Ló           | Versenyszám | Selejtező | Selejtező | Selejtező | Alapverseny | Alapverseny | Alapverseny | Szétugrás | Szétugrás | Szétugrás | Végeredmény |
| Versenyző     | Ló           | Versenyszám | Bünt.     | Idő       | Hely.     | Bünt.       | Idő         | Hely.       | Bünt.     | Idő       | Hely.     | Helyezés    |
| ------------- | ------------ | ----------- | --------- | --------- | --------- | ----------- | ----------- | ----------- | --------- | --------- | --------- | ----------- |
| Roberto Terán | Dez' Ooktoff | Egyéni      | 9         | 89,71     | =47.      | kiesett     | kiesett     | kiesett     | kiesett   | kiesett   | kiesett   | 47.         |

## Műugrás
Férfi
| Versenyző         | Versenyszám        | Selejtező | Selejtező | Elődöntő | Elődöntő | Döntő   | Döntő    |
| Versenyző         | Versenyszám        | Pont      | Helyezés  | Pont     | Helyezés | Pont    | Helyezés |
| ----------------- | ------------------ | --------- | --------- | -------- | -------- | ------- | -------- |
| Sebastián Morales | Egyéni műugrás     | 400,85    | 15.       | 324,95   | 18.      | kiesett | kiesett  |
| Daniel Restrepo   | Egyéni műugrás     | 411,50    | 14.       | 329,30   | 17.      | kiesett | kiesett  |
| Sebastián Villa   | Egyéni toronyugrás | 470,30    | 10.       | 341,40   | 18.      | kiesett | kiesett  |

## Ökölvívás
Férfi
| Versenyző         | Versenyszám     | Selejtező                      | Nyolcaddöntő                 | Negyeddöntő               | Elődöntő          | Döntő             | Helyezés |
| Versenyző         | Versenyszám     | Ellenfél Eredmény              | Ellenfél Eredmény            | Ellenfél Eredmény         | Ellenfél Eredmény | Ellenfél Eredmény | Helyezés |
| ----------------- | --------------- | ------------------------------ | ---------------------------- | ------------------------- | ----------------- | ----------------- | -------- |
| Yuberjén Martínez | Légsúly         | Rajab Mahommed (BOT) · 5–0     | Amit Panghal (IND) · 4–1     | Tanaka Rjómei (JPN) · 1–4 | kiesett           | kiesett           | 5.       |
| Ceiber Ávila      | Pehelysúly      | Mohammad Al-Wadi (JOR) · 5–0   | Everisto Mulenga (ZAM) · 3–2 | Samuel Takyi (GHA) · 2–3  | kiesett           | kiesett           | 5.       |
| Jorge Vivas       | Félnehézsúly    | Benjamin Whittaker (GBR) · 1–4 | kiesett                      | kiesett                   | kiesett           | kiesett           | 17.      |
| Cristian Salcedo  | Szupernehézsúly | erőnyerő                       | Dainier Peró (CUB) · 0–5     | kiesett                   | kiesett           | kiesett           | 9.       |

Női
| Versenyző       | Versenyszám | Selejtező         | Nyolcaddöntő                  | Negyeddöntő                | Elődöntő          | Döntő             | Helyezés |
| Versenyző       | Versenyszám | Ellenfél Eredmény | Ellenfél Eredmény             | Ellenfél Eredmény          | Ellenfél Eredmény | Ellenfél Eredmény | Helyezés |
| --------------- | ----------- | ----------------- | ----------------------------- | -------------------------- | ----------------- | ----------------- | -------- |
| Ingrit Valencia | Légsúly     | erőnyerő          | Meri Kom (IND) · 3–2          | Namiki Cukimi (JPN) · 0–5  | kiesett           | kiesett           | 5.       |
| Yeni Arias      | Pehelysúly  | erőnyerő          | Stanimira Petrova (BUL) · 3–2 | Nesthy Petecio (PHI) · 0–5 | kiesett           | kiesett           | 5.       |

## Sportlövészet
Férfi
| Versenyző            | Versenyszám          | Selejtező | Selejtező | Döntő   | Döntő    |
| Versenyző            | Versenyszám          | Pont      | Helyezés  | Pont    | Helyezés |
| -------------------- | -------------------- | --------- | --------- | ------- | -------- |
| Bernardo Tobar Prado | Gyorstüzelő pisztoly | 546       | 26.       | kiesett | kiesett  |

## Súlyemelés
Férfi
| Versenyző            | Versenyszám | Szakítás | Szakítás | Lökés    | Lökés    | Összesen | Helyezés |
| Versenyző            | Versenyszám | Eredmény | Helyezés | Eredmény | Helyezés | Összesen | Helyezés |
| -------------------- | ----------- | -------- | -------- | -------- | -------- | -------- | -------- |
| Luis Javier Mosquera | 67 kg       | 151      | 1.       | 180      | 2.       | 331      |          |
| Brayan Rodallegas    | 81 kg       | 163      | 4.       | 196      | 5.       | 359      | 5.       |

Női
| Versenyző      | Versenyszám | Szakítás | Szakítás | Lökés    | Lökés    | Összesen | Helyezés |
| Versenyző      | Versenyszám | Eredmény | Helyezés | Eredmény | Helyezés | Összesen | Helyezés |
| -------------- | ----------- | -------- | -------- | -------- | -------- | -------- | -------- |
| Mercedes Pérez | 64 kg       | 101      | 6.       | 126      | 5.       | 227      | 4.       |

## Szinkronúszás
| Versenyző                       | Versenyszám | Selejtező        | Selejtező        | Selejtező           | Selejtező           | Selejtező  | Selejtező  | Döntő            | Döntő            | Döntő      | Döntő      | Helyezés |
| Versenyző                       | Versenyszám | Szabad gyakorlat | Szabad gyakorlat | Technikai gyakorlat | Technikai gyakorlat | Összesítés | Összesítés | Szabad gyakorlat | Szabad gyakorlat | Összesítés | Összesítés | Helyezés |
| Versenyző                       | Versenyszám | Pont             | Hely.            | Pont                | Hely.               | Pont       | Hely.      | Pont             | Hely.            | Pont+ST    | Hely.      | Helyezés |
| ------------------------------- | ----------- | ---------------- | ---------------- | ------------------- | ------------------- | ---------- | ---------- | ---------------- | ---------------- | ---------- | ---------- | -------- |
| Estefanía Álvarez Mónica Arango | Páros       | 81,9667          | 19.              | 82,0526             | 18.                 | 164,0193   | 18.        | kiesett          | kiesett          | kiesett    | kiesett    | 18.      |

## Taekwondo
Férfi
| Versenyző       | Versenyszám | Nyolcaddöntő                 | Negyeddöntő       | Elődöntő          | Vigaszág első kör | Vigaszág elődöntő | Bronz- mérkőzés   | Döntő             | Helyezés |
| Versenyző       | Versenyszám | Ellenfél Eredmény            | Ellenfél Eredmény | Ellenfél Eredmény | Ellenfél Eredmény | Ellenfél Eredmény | Ellenfél Eredmény | Ellenfél Eredmény | Helyezés |
| --------------- | ----------- | ---------------------------- | ----------------- | ----------------- | ----------------- | ----------------- | ----------------- | ----------------- | -------- |
| Jefferson Ochoa | Légsúly     | Armin Hadipour (IRI) · 19–22 | kiesett           | kiesett           |                   |                   |                   |                   | 11.      |

Női
| Versenyző      | Versenyszám | Selejtező         | Nyolcaddöntő                | Negyeddöntő                   | Elődöntő          | Vigaszág első kör | Vigaszág elődöntő | Bronz- mérkőzés   | Döntő             | Helyezés |
| Versenyző      | Versenyszám | Ellenfél Eredmény | Ellenfél Eredmény           | Ellenfél Eredmény             | Ellenfél Eredmény | Ellenfél Eredmény | Ellenfél Eredmény | Ellenfél Eredmény | Ellenfél Eredmény | Helyezés |
| -------------- | ----------- | ----------------- | --------------------------- | ----------------------------- | ----------------- | ----------------- | ----------------- | ----------------- | ----------------- | -------- |
| Andrea Ramírez | Légsúly     | erőnyerő          | Kristina Tomić (CRO) · 25-5 | Rukiye Yıldırım (TUR) · 30-31 | kiesett           |                   |                   |                   |                   | 9.       |

## Tenisz
Férfi
| Versenyző                         | Versenyszám | 64-es főtábla                   | 32-es főtábla                                                                      | Nyolcaddöntő                                               | Negyeddöntő                                                           | Elődöntő          | Bronz- mérkőzés   | Döntő             | Helyezés |
| Versenyző                         | Versenyszám | Ellenfél Eredmény               | Ellenfél Eredmény                                                                  | Ellenfél Eredmény                                          | Ellenfél Eredmény                                                     | Ellenfél Eredmény | Ellenfél Eredmény | Ellenfél Eredmény | Helyezés |
| --------------------------------- | ----------- | ------------------------------- | ---------------------------------------------------------------------------------- | ---------------------------------------------------------- | --------------------------------------------------------------------- | ----------------- | ----------------- | ----------------- | -------- |
| Daniel Elahi Galán                | Egyes       | Mohamed Safwat (EGY) · 7-5, 6-1 | Alexander Zverev (GER) · 2-6, 2-6                                                  | kiesett                                                    | kiesett                                                               | kiesett           | kiesett           | kiesett           | 17.      |
| Juan Sebastián Cabal Robert Farah | Páros       |                                 | Spanyolország (ESP) · Pablo Carreño Busta · Alejandro Davidovich Fokina · 6-2, 6-4 | Ausztria (AUT) · Oliver Marach · Philipp Oswald · 6-4, 6-1 | Új-Zéland (NZL) · Marcus Daniell · Michael Venus · 3-6, 6-3, [7]–[10] | kiesett           | kiesett           | kiesett           | 5.       |

Női
| Versenyző     | Versenyszám | 64-es főtábla                      | 32-es főtábla     | Nyolcaddöntő      | Negyeddöntő       | Elődöntő          | Bronz- mérkőzés   | Döntő             | Helyezés |
| Versenyző     | Versenyszám | Ellenfél Eredmény                  | Ellenfél Eredmény | Ellenfél Eredmény | Ellenfél Eredmény | Ellenfél Eredmény | Ellenfél Eredmény | Ellenfél Eredmény | Helyezés |
| ------------- | ----------- | ---------------------------------- | ----------------- | ----------------- | ----------------- | ----------------- | ----------------- | ----------------- | -------- |
| Camila Osorio | Egyes       | Viktorija Golubic (SUI) · 4-6, 1-6 | kiesett           | kiesett           | kiesett           | kiesett           | kiesett           | kiesett           | 33.      |

## Torna

### Trambulin
| Versenyző       | Versenyszám | Selejtező | Selejtező | Döntő    | Döntő    |
| Versenyző       | Versenyszám | Pontszám  | Helyezés  | Pontszám | Helyezés |
| --------------- | ----------- | --------- | --------- | -------- | -------- |
| Ángel Hernández | Férfi       | 105,930   | 9.        | kiesett  | kiesett  |

## Úszás
Férfi
| Versenyző     | Versenyszám | Előfutam | Előfutam | Előfutam | Elődöntő | Elődöntő | Elődöntő | Döntő   | Döntő    |
| Versenyző     | Versenyszám | Idő      | Hely.    | Össz.    | Idő      | Hely.    | Össz.    | Idő     | Helyezés |
| ------------- | ----------- | -------- | -------- | -------- | -------- | -------- | -------- | ------- | -------- |
| Jorge Murillo | 100 m mell  | 1:00,62  | 3.       | 31.      | kiesett  | kiesett  | kiesett  | kiesett | kiesett  |
| Jorge Murillo | 200 m mell  | 2:13,46  | 6.       | 30.      | kiesett  | kiesett  | kiesett  | kiesett | kiesett  |

Női
| Versenyző       | Versenyszám | Előfutam | Előfutam | Előfutam | Elődöntő | Elődöntő | Elődöntő | Döntő   | Döntő    |
| Versenyző       | Versenyszám | Idő      | Hely.    | Össz.    | Idő      | Hely.    | Össz.    | Idő     | Helyezés |
| --------------- | ----------- | -------- | -------- | -------- | -------- | -------- | -------- | ------- | -------- |
| Isabella Arcila | 50 m gyors  | 25,41    | 4.       | 27.*     | kiesett  | kiesett  | kiesett  | kiesett | kiesett  |
| Isabella Arcila | 100 m hát   | 1:02,28  | 7.       | 32.      | kiesett  | kiesett  | kiesett  | kiesett | kiesett  |

* - egy másik versenyzővel azonos időt ért el

## Vívás
Női
| Versenyző        | Versenyszám | Selejtező         | 32-es főtábla                     | Nyolcaddöntő      | Negyeddöntő       | Elődöntő          | Bronz- mérkőzés   | Döntő             | Helyezés |
| Versenyző        | Versenyszám | Ellenfél Eredmény | Ellenfél Eredmény                 | Ellenfél Eredmény | Ellenfél Eredmény | Ellenfél Eredmény | Ellenfél Eredmény | Ellenfél Eredmény | Helyezés |
| ---------------- | ----------- | ----------------- | --------------------------------- | ----------------- | ----------------- | ----------------- | ----------------- | ----------------- | -------- |
| Saskia van Erven | Tőr, egyéni | erőnyerő          | Agyelina Zagidullina (ROC) · 8–15 | kiesett           | kiesett           | kiesett           | kiesett           | kiesett           | 25.      |